# Slag bij Guadalete
De Slag bij Guadalete was een veldslag in juli 711 in het zuiden van het Iberisch Schiereiland, waar de West-Gotische Roderik werd verslagen door de Omajjaden van generaal Tariq ibn Zijad. Dit opende de weg voor de Berbers moslims naar het Iberisch Schiereiland. De slag is genoemd naar de rivier de Guadalete. 
In 722 luidde de Slag bij Covadonga het begin in van de Reconquista (herovering) die zeven eeuwen zou duren (1492, val van Granada).